# Lijst van Muppets

Logo van The Muppets

Dit is een alfabetisch gerangschikte lijst van Muppets.
De verschillende groepen Muppets zijn in de loop der jaren bij verschillende bedrijven ondergebracht. Sinds The Walt Disney Company in 2004 de rechten van de grootste groep Muppets kocht, heeft Sesame Workshop geen toestemming meer om Kermit de Kikker te gebruiken in hun producties. Dit personage is daarom enkel te vinden onder 'Muppets van Disney'. 

## Muppets vanDisney
- Afghan Hound, een van de wat bekendere honden die voorkomen in Muppetproducties.
- Andy en Randy Pig, de simpele neefjes van Miss Piggy.
- Animal, de drummer van 'Dr. Teeth and the Electric Mayhem'.
- Beaker, Dr. Bunsens labassistent.
- Beauregard, de conciërge van het Muppettheater.
- Big Mean Carl, een ruig monster
- Bobo the Bear, de portier van de televisiestudio in Muppets Tonight.
- Camilla de kip, Gonzo's grote liefde.
- Chip, een nerdy techneut
- Clifford, het laatst toegevoegde bandlid van 'The Electric Mayhem' en presentator van Muppets Tonight.
- Crazy Harry, een door explosieven geobsedeerd mannetje dat van alles opblaast.
- Doglion, een van de grotere monsters, een kruising tussen een hond en een leeuw.
- Dr. Bunsen Honeydew, de geleerde uit het Muppetlab.
- Dr. Phil Van Neuter, de gestoorde geleerde en de presentator van de duistere terugkerende sketch 'Tales from the Vet' in Muppets Tonight.
- Dr. Strangepork, een varken. Hij is de wetenschapper in de terugkerende sketch 'Pigs in Space', met een knipoog naar Star Treks Mr. Spock en Stanley Kubricks Dr. Strangelove.
- Dr. Teeth, de toetsenist en leider van de band 'The Electric Mayhem'.
- Floyd Pepper, de bassist van 'The Electric Mayhem' en de geliefde van gitariste Janice.
- Foo-Foo, het schoothondje van Miss Piggy.
- Fozzie, een mislukte komiek.
- Gonzo, een artistieke waaghals.
- Janice, de gitariste van 'The Electric Mayhem'. In het eerste seizoen van The Muppet Show had ze een soort relatie met saxofonist Zoot. Vanaf seizoen twee was ze de vriendin van bassist Floyd Pepper. Ze vervulde de rol van zuster Janice in de terugkerende sketch 'Veterinarian's Hospital'.
- Johnny Fiama, een zanger van Italiaanse komaf, gebaseerd op Frank Sinatra. Hij wordt altijd bijgestaan door zijn persoonlijke lijfwacht, de aap Sal Minella. Hij debuteerde in Muppets Tonight.
- J.P. Grosse, de eigenaar van het Muppettheater en de oom van toneelknecht Scooter.
- Kermit the Frog, een van de eerste Muppets. Hij diende onder meer als journalist in Sesamstraat en als gastheer en presentator van The Muppet Show. Kermit was Jim Hensons belangrijkste persoonlijke personage.
- Koozebanians, de bewoners van de planeet Koozebane.
- Lew Zealand, Muppet met snor die tijdens zijn kunstjes met boemerangvissen gooit.
- Link Hogthrob, een varken. Hij is de kapitein van ruimteschip Swinetrek, in de terugkerende sketch 'Pigs in Space', met een knipoog naar Star Treks Captain Kirk.
- Lips, de trompetspeler van 'The Electric Mayhem'.
- Marvin Suggs, de flamboyante Muppaphone speler van Spaans/Franse afkomst.
- Mahna Mahna, mannetje met rood haar en groene trui van het gelijknamige liedje.
- Miss Piggy, de diva van het theater. Tevens zuster Piggy in de terugkerende sketch 'Veterinarian's Hospital' en First Mate Piggy in de terugkerende sketch 'Pigs in Space'.
- Muppet Newsman, de onfortuinlijke nieuwslezer van The Muppet Show.
- Muppy, het lievelingshondje van Muppettheater-eigenaar J.P. Grosse. Soms werd een echte hond ingezet om het personage te spelen.
- Nigel, de dirigent van het Muppetorkest.
- Pepe the King Prawn, een garnaal met een Spaans accent. Hij gedraagt zich als een echte Casanova. Hij is afkomstig van de Spaanse kust.
- Pops, de grijsharige portier van het Muppettheater.
- Rizzo, een rat die vanaf de latere seizoenen van The Muppet Show meespeelde.
- Robin the Frog, neefje van Kermit.
- Rowlf, de pianospelende hond. Hij was de eerste Muppet die in de gehele Verenigde Staten bekendheid genoot. Speelt meestal klassieke muziek, maar heeft soms ook optredens samen met de rockband 'Dr. Teeth and the Electric Mayhem'. Speelt tevens Dr. Bob in de terugkerende ziekenhuisparodie 'Veterinarian's Hospital'.
- Sal Minella de brutale aap, de persoonlijke lijfwacht van zanger Johnny Fiama.
- Sam the American Eagle, bewaker van de kwaliteit van de shows van de Muppets. Hij heeft tevens zichzelf belast met de censuur.
- Scooter, de toneelknecht en het neefje van J.P. Grosse, de baas van het Muppettheater.
- Seymour de olifant, liftbediende van de KMUP-studio, die samen met Pepe een act had in Muppets Tonight.
- Snowths, de roze wezens met hoorntjes en ronde, gele lippen die het lied 'Mahna Mahna' zingen.
- Spamela Hamderson, een simpel, maar sexy varken uit Muppets Tonight. Ze is gebaseerd op Pamela Andersons personage C.J. uit Baywatch.
- Statler en Waldorf, de oudere critici op het balkon.
- Swedish Chef, de Zweedse chef-kok die op geheel eigen, onalledaagse wijze zijn eten bereidt.
- Sweetums, een sjofel, harig monster. Debuteerde in The Frog Prince als een brute reus, maar vanaf The Muppet Show is hij goedhartig.
- Thog, goedig, blauw monster dat debuteerde in The Great Santa Claus Switch. Hij is het eerste personage dat opkomt tijdens de begintune van The Muppet Show.
- Uncle Deadly, draakachtig monster dat ook bekendstaat als 'het spook van de Muppet Show'.
- Walter, een grootliefhebber van de Muppets die later ook lid werd van de Muppets.
- Wayne en Wanda, een onfortuinlijk zangduo.
- Zoot, de saxofonist van 'The Electric Mayhem'.

## Muppets vanSesame Workshop
- Abby Cadabby, een driejarig feetje in opleiding.
- Bert en Ernie, het bekende duo. Ze zijn elkaars beste vrienden. Bert is serieus en rustig, Ernie is speels en impulsief.
- Big Bird, een grote gele vogel. Hij is de oudere neef van Pino.
- Biff, een bouwvakker die veel praat en samenwerkt met een bouwvakker die niks zegt.
- Colambo, een detective die verschillende zaken oplost.
- Don Music, een gefrustreerde pianist die niet in staat is zijn composities te completeren.
- Dr. Nobel Prijs, de uitvinder die alleen dingen uitvindt die geen enkel nut dienen, of die al bestaan.
- Elmo, een van de populairste Sesamstraat-poppen. Hij is een rood, driejarig monster.
- Graaf Tel, de telgekke vampier met een Duits accent.
- Grover, een blauw, ietwat paniekerig monster met de meest uiteenlopende baantjes.
- Harry Monster, een monster dat zijn eigen kracht niet kent.
- Henk Glimlach, de overenthousiaste quizmaster.
- Jipjips, buitenaardse wezens.
- Julia een vierjarig meisje met autisme.
- Koekiemonster, een veelvraat die het liefst koekjes eet. Zijn pupillen bewegen los in zijn grote ronde ogen.
- Miesje Mooi, een zevenjarig meisje dat graag toneelvoorstellingen organiseert met zang en pianospel.
- Mr. Snuffleupagus, een manshoge, harige pop met slurf, gelijkend op een mammoet.
- Mumford, de onbekwame goochelaar.
- Oscar, het nukkige monster dat in een vuilnisemmer woont.
- Placido Flamingo, de trotse operazanger. Gebaseerd op Plácido Domingo.
- Roosevelt Jopie, een Afro-Amerikaans schooljongetje dat graag zijn klasgenootjes onderwijst.
- Rosita, een lichtblauw monster. Goede vriendin van Zoë en Elmo.
- Sherlock Humburg, de incompetente detective. Gebaseerd op Sherlock Holmes.
- Simon Sound, een mannetje dat in staat is allerhande geluiden na te bootsen.
- Sully, de collega en vriend van Biff.
- Teevee Monster, een tobberig, licht onzeker monster dat tevergeefs probeert vrienden te worden met Oscar.
- Toets, de uil. Hij is een saxofoon spelende jazzmuzikant.
- Tweekoppig Monster, het monster met twee hoofden, met elk hun eigen karakter.
- Vergeetachtige Jan, de cowboy met een slecht geheugen.
- Zoë, een meisjesachtig monstertje. Ze is net als haar beste vriendje Elmo een jaar of drie.

### Nederlandse Muppets
- Angsthaas en Stuntkip, de angstige journalist en de 'moedige' kip.
- Ieniemienie, het zelfbewuste, soms bazige muisje. Ze is het oudere speelkameraadje van Pino, Tommie en Purk.
- Pino, de manshoge, blauwe vogel. Hij is het jongere neefje van de Amerikaanse Big Bird.
- Purk, het babyvarkentje.
- Tommie is een vindingrijk fantasiebeest. Hij is de op een na oudste van de vier vriendjes.

## Muppets vanThe Jim Henson Company
- De Freggels, het vrolijke volkje uit de gelijknamige kinderserie. Ook de overige poppen uit dit programma, zoals de hond Sprokkel, Gloria de storthoop en de drie Griezels, zijn eigendom van The Jim Henson Company.
- Sam, een van de eerste Muppets en het titelpersonage van Jim Hensons eerste Muppet-serie Sam and Friends.